# Isla Entre Ríos
La isla Entre Ríos (o isla Guazú) es una isla deshabitada del río Paraná que constituye un exclave de la República Argentina en aguas pertenecientes a Paraguay. Integra el municipio de Berón de Astrada, que abarca todo el departamento Berón de Astrada en el norte de la provincia de Corrientes. 

## Geografía
La isla Entre Ríos se encuentra ubicada en un ensanchamiento del río Paraná entre las localidades de Yahapé (al oeste) e Itá Ibaté (al este). Por su lado sur el brazo Santa Isabel del río Paraná la separa del resto de la provincia de Corrientes y de la isla Santa Isabel, constituyendo el límite fluvial entre Argentina y Paraguay, ubicado en la mitad de su corriente al ser el brazo más profundo del río Paraná allí. En ese brazo se hallan otros 10 islotes pertenecientes al archipiélago que forma la isla Entre Ríos, todos de propiedad Argentina. Por su lado norte otro brazo del río Paraná la separa de un grupo de islas paraguayas, la más cercana de las cuales se halla a 200 metros al noroeste de la isla Entre Ríos.
La isla Entre Ríos tiene forma alargada con un ensanchamiento en el medio que le da forma triangular con vértice hacia el sur, y un área aproximada de 36 km². Se orienta en dirección noroeste-sudoeste en su mitad oriental y en dirección oeste-este en su mitad occidental. Su largo máximo es de 19 km y su ancho máximo de 3,75 km en el centro de la isla. Se halla a una altura máxima de 61 msnm, alcanzando unos 8 m sobre el nivel del río en su parte más elevada. En el pasado la isla albergó por algún tiempo un destacamento de la Armada Paraguaya, pero luego de su adjudicación a Argentina ha permanecido despoblada. Está cubierta de esteros y anegadizos que forman pequeñas lagunas, y surcos de antiguos canales.
En la misma situación de exclave argentino que tiene la isla Entre Ríos se encuentran algunos islotes adyacentes: 2 islotes que se hallan inmediatos al extremo este de la isla Entre Ríos; 4 islotes y dos bancos de arena ubicados en el brazo Santa Isabel al sudeste de la isla Entre Ríos; y 3 islotes en el extremo oeste de la isla Entre Ríos.

## Historia
El Tratado Provisorio de Límites celebrado entre la Provincia de Corrientes y la República del Paraguay el 31 de julio de 1841, no ratificado por Juan Manuel de Rosas como encargado de relaciones exteriores de la Confederación Argentina, estipuló que: 

Art. 4°. Las Islas de Apipé, Borda, y las que se hallen mas cercanas al territorio de Corrientes en el Rio Paraná quedan á su favor, y al de la República las que estén en igual caso.
Tratado Provisorio de Límites celebrado entre la Provincia de Corrientes y la República del Paraguay

Ambos países firmaron un tratado el 15 de julio de 1852 respetando la pertenencia de las islas según su adyacencia a las costas respectivas de acuerdo a lo establecido en el tratado de 1841 que nunca fue reputado válido por el gobierno argentino, pero no fue ratificado y no entró en vigor. Un nuevo tratado entre Argentina y Paraguay fue firmado el 29 de julio de 1856 postergando la cuestión de límites y declarando la libertad de navegación para los buques mercantes y de guerra de ambos países en los ríos Paraná, Paraguay y Bermejo. Luego de finalizar la guerra de la Triple Alianza ambos países firmaron tres tratados el 3 de febrero de 1876, uno de ellos de límites, cuyas ratificaciones fueron canjeadas el 13 de septiembre de 1876. Ese tratado estableció el límite entre ambos países en el río Paraná y mantuvo la adjudicación de islas de los tratados no ratificados anteriores:

Art. 1°. La República del Paraguay se divide por la parte del Este y Sur de la República Argentina, por la mitad de la corriente del canal principal del Río Paraná desde su confluencia con el Río Paraguay, hasta encontrar por su margen izquierda los límites del Imperio del Brasil, perteneciendo la Isla de Apipé á la República Argentina, y la Isla de Yaciretá á la del Paraguay, como se declaró en el Tratado de 1856.
 Art. 3°. Pertenece al dominio de la República Argentina la Isla del Atajo ó Cerrito. Las demás islas firmes ó anegadizas que se encuentran en uno ú otro río, Paraná y Paraguay, pertenecen á la República Argentina ó á la del Paraguay, según sea su situación más adyacente al territorio de una ú otra República, con arreglo á los principios de Derecho Internacional que rigen esta materia. Los canales que existen entre dichas islas, inclusa la del Cerrito, son comunes para la navegación de ambos Estados.
Tratado de Límites entre la República Argentina y la República de Paraguay

La navegación en todos los canales del río Paraná quedó liberada para ambos países y la mitad de la corriente principal del río quedó así establecida como límite de las aguas entre ambos. Mientras que las islas debían adjudicarse al país del que se hallasen más cercanas, pero su adjudicación permaneció sin definirse hasta las últimas décadas del siglo XX, aunque Argentina preparó proyectos en 1919 y 1924 que no prosperaron. El 21 de diciembre de 1987 fueron cruzadas notas reversales mediante las cuales se asignó a la Comisión Mixta Demarcadora de Límites entre ambos países que actuaba en el sector afectado por la construcción de la represa de Yaciretá, la demarcación de todo el límite fluvial entre ambos en el río Paraná, incluyendo la adjudicación de las islas. El 17 de diciembre de 1989 la comisión dividió el río en tres sectores, correspondiendo la isla Entre Ríos al sector "Confluencia-Itá Ibaté". El 5 de agosto de 1991 la comisión aprobó tres de las cuatro cartas a escala 1:50 000 correspondientes a ese sector en las que se había representado el límite y la adjudicación de islas, negándose la parte paraguaya a aprobar la carta correspondiente a la isla Entre Ríos por no haber completado sus estudios para definir su soberanía. 
En la reunión de la comisión mixta del 22 de junio de 1995 se dejó constancia de que las mediciones realizadas comprobaban que la isla Entre Ríos debía corresponder a Argentina, pero la delegación paraguaya se declaró incompetente para decidir sobre su adjudicación señalando que esa isla siempre había sido utilizada por ciudadanos paraguayos, incluyendo un destacamento de la armada de ese país, y que también era conocida por el nombre guaraní de isla Guazú debido a la ocupación paraguaya. La comisión aprobó ese día la carta correspondiente al sector de la isla en lo que respecta al límite fluvial y a la adjudicación de las demás islas, pero quedó sin definirse la soberanía de la isla Entre Ríos que la delegación paraguaya pasó a competencia de su cancillería. En la reunión de la comisión mixta del 21 de agosto de 1996 se resolvió la adjudicación pendiente de islas de acuerdo a las instrucciones recibidas desde ambos ministerios de relaciones exteriores, por las cuales Paraguay reconoció la soberanía argentina sobre la isla Entre Ríos a cambio del reconocimiento argentino de la isla Talavera y de las islas del canal de los Jesuitas como paraguayas. 

Como resultado de los estudios realizados por ambas Cancillerías y por las atribuciones conferidas por Notas Reversales del 21 de diciembre de 1987 a la Comisión Mixta Demarcadora de Límites Argentino-Paraguaya, para el cumplimiento del Tratado de Límites del 3 de febrero de 1876, se reconoce que las superficies de la isla Talavera y de las ubicadas en el Canal de los Jesuitas en la 2da. zona, fueron incluidas en el territorio de la República del Paraguay a inundar e indemnizar por el embalse de Yaciretá según Notas reversales del 30 de agosto de 1979. Se reconoce que la isla Entre Ríos, en la primera zona, está incluida en el territorio de la República Argentina.
Acta del 22 de junio de 1995

El 18 de junio de 1997 ambos países intercambiaron notas revérsales reiterando el derecho de cada parte a acceder por agua y aire a cualquier punto de las islas enclavadas que cada país posee en aguas del otro.